# The Solar Garden

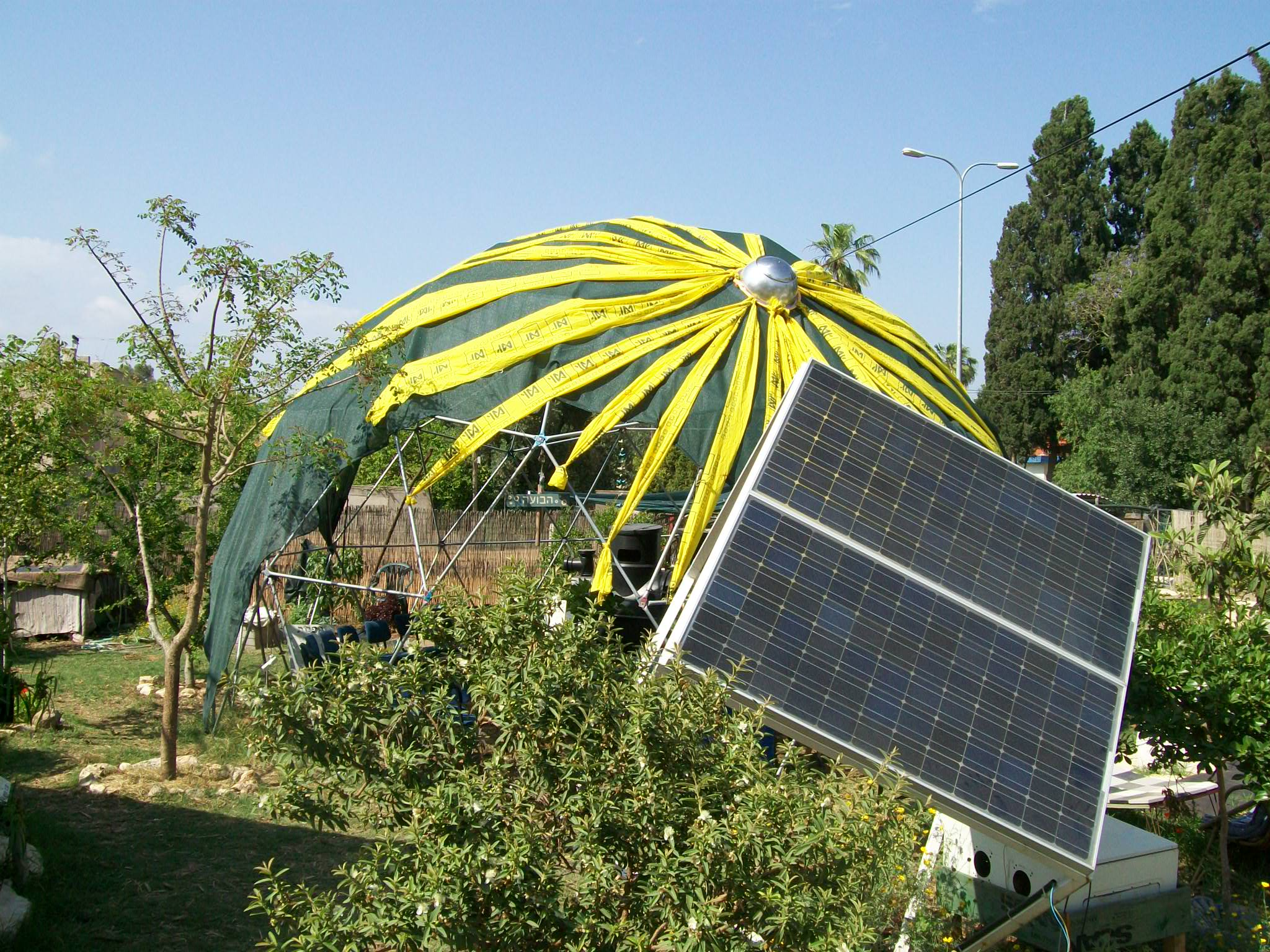
The Solar Garden in Binjamiena in 2013

The Solar Garden Hagan haSolari (Hebreeuws: הגן הסולארי) is een ideëel centrum in de plaats Binjamiena in Israël, dat zich vooral richt op zonne-energie (vandaar de naam) en alternatieve energiebronnen in het algemeen, opdat het publiek zich bewust zal worden van het overmatig energieverbruik in Israël. Verder ontwikkelt het centrum kleinschalige technieken om het milieu te ontlasten, zoals hergebruik van allerlei materialen, afvalscheiding, recycling, het maken van compost, aquaponische systemen en meer. 
Janif Fieldust is de initiatiefnemer van dit project, dat zich ongeveer veertig kilometer ten zuiden van Haifa, aan de Middellandse Zeekust bevindt. Het centrum werd gesticht in januari 2011 naar aanleiding van de zorgen die Fieldust en andere Israëli hadden over de toestand van het milieu en de onwetendheid onder de Israëlische bevolking omtrent meer milieuvriendelijke alternatieven.
Daarnaast ontwikkelt het centrum voorlichtingsprojecten aan (school)kinderen over energieopwekking, voedselproductie, afvalverwerking en besparing op grondstoffen. Verder kan men er spelenderwijs cursussen volgen op deze gebieden, bijvoorbeeld door het maken van papier uit oud papier, het bakken van stenen uit zelf gewonnen natuurlijke materialen (klei, zand, stro) of het planten van groenten.
Naast de oprichter wordt The Solar Garden bestuurd door vele vrijwilligers uit zowel Israël als diverse andere landen.